# خاندان دوکاجینی
خاندان دوکاجینی یک خانواده نجیب‌زاده آلبانیایی است که بر ناحیه‌ای از آلبانی شمالی و کوزوو غربی معروف به منطقهٔ شاهزاده‌نشین در قرون چهاردهم و پانزدهم حکومت می‌کردند. آنها ممکن است از نوادگان خانواده پروگونی اولیه بوده باشند، که اولین دولت آلبانیایی ثبت‌شده در تاریخ، شاهزاده‌نشین آربانون را تأسیس کردند.  شهر لژه مهم‌ترین دارایی آنها بود.